# Effetto Meissner-Ochsenfeld

Rappresentazione dell'effetto Meissner: a temperatura maggiore di T_{c} (stato normale) il materiale è attraversato da linee di forza del campo magnetico, a temperatura minore di T_{c} (stato superconduttivo) il campo è espulso

L'effetto Meissner-Ochsenfeld (noto anche più semplicemente come effetto Meissner) consiste nell'espulsione del campo magnetico dall'interno di un superconduttore. Si può spiegare in elettromagnetismo classico tramite le equazioni di London.
Quando un superconduttore viene immerso in un campo magnetico di intensità inferiore ad un certo valore critico, esso manifesta un diamagnetismo perfetto, espellendo il campo magnetico dal suo interno; ciò avviene tramite la generazione di correnti superficiali che inducono, all'interno del superconduttore, un campo magnetico opposto a quello applicato.
L'effetto prende il nome da Walther Meissner e Robert Ochsenfeld, che lo osservarono per la prima volta nel 1933. Nel loro esperimento Meissner e Ochsenfeld raffreddarono campioni di stagno e piombo fin sotto la temperatura di transizione allo stato superconduttivo, in presenza di un campo magnetico. Essi trovarono che il campo esterno aumentava dopo la transizione; poiché il flusso magnetico è conservato da un superconduttore, questo aumento del campo esterno doveva essere dovuto alla riduzione di quello interno al campione.
Il diamagnetismo dovuto a quest'effetto è alla base della levitazione magnetica dei superconduttori.

## Derivazione

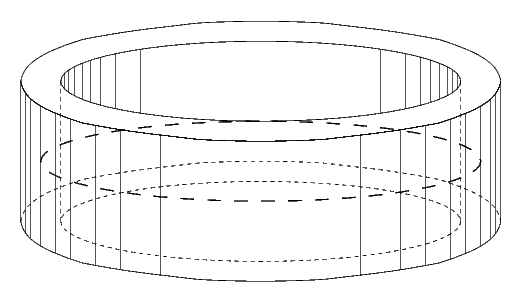
Anello superconduttore.
Circuitazione intorno a una curva

Se immergiamo un superconduttore in un campo magnetico, il campo non può penetrare all'interno: infatti, non appena vi penetrasse, si creerebbe una variazione di flusso del campo magnetico, e per la legge di Lenz, questo genererebbe un campo elettrico, orientato in modo tale da creare un campo magnetico contrario a quello originario. Dato che la resistenza di un superconduttore è nulla, anche un campo infinitesimo genererebbe all'interno del superconduttore una corrente abbastanza potente da annullare il campo magnetico. Quindi ogni variazione viene annullata.
Se invece immergiamo il materiale nel campo magnetico ad una temperatura maggiore della temperatura di superconduzione, e abbassiamo la temperatura fino alla superconduzione,  ecco che il materiale espelle il campo magnetico. Infatti, per le equazioni di Maxwell, in una situazione di campi stazionari, abbiamo che
{\displaystyle \nabla \cdot {\vec {J}}=0}
in quanto non c'è alcun flusso di corrente. Senza perdere di generalità, possiamo considerare il potenziale vettore A, per cui vale sempre
{\displaystyle \nabla \cdot {\vec {A}}=0}
Per calcolare i campi nel caso dell'effetto Meissner, si consideri che la densità di carica ρ può essere ottenuta da |ψ|2, dove ψ è la funzione d'onda. La ψ essendo un numero complesso può essere scritta in coordinate polari come
{\displaystyle \psi ({\vec {r}})={\sqrt {\rho ({\vec {r}})}}\,e^{i\theta ({\vec {r}})}}
dove il secondo termine è un fattore di fase.
La corrente si può calcolare come corrente di probabilità, usando l'equazione
{\displaystyle {\frac {\partial |\psi |^{2}}{\partial t}}=-\nabla \cdot {\vec {J}}}
Applicando l'equazione di Schrödinger con il potenziale vettore A, si trova
(1)     {\displaystyle {\vec {J}}={\frac {\hbar }{m}}\left(\nabla \theta -{\frac {q}{\hbar }}{\vec {A}}\right)\rho }
Facendo la divergenza di (1), otteniamo
{\displaystyle \nabla \cdot {\vec {J}}=\nabla \cdot {\frac {\hbar }{m}}\left(\nabla \theta -{\frac {q}{\hbar }}{\vec {A}}\right)\rho }
e quindi, per quanto appena visto
{\displaystyle \rho \left({\frac {\hbar }{m}}\nabla ^{2}\theta -{\frac {q}{\hbar }}\nabla \cdot {\vec {A}}\right)=0}
Sostituendo ed eliminando le costanti
{\displaystyle \rho \nabla ^{2}\theta =0}
Ora, la densità di carica ρ in un superconduttore, per la sua peculiarità di amplificare enormemente le correnti infinitesime, deve essere pressoché costante. Se infatti così non fosse, l'accumulo di carica genererebbe una repulsione tra elettroni differente tra le varie zone, e dato che la resistenza è nulla, si creerebbero correnti interne, tali da ridisporre gli elettroni in maniera omogenea. Tutto ciò in una situazione stazionaria, ovvero quanto stiamo studiando.
Quindi, se ρ è costante, l'unico modo per avere ∇2θ nullo è che θ sia costante. Questo implica, data la (1) che il potenziale non contribuisce al vettore J. Quest'ultimo è perciò proporzionale al potenziale vettore,
{\displaystyle {\vec {J}}=-k{\vec {A}}}
Le equazioni di Maxwell ci dicono in condizioni stazionarie che
{\displaystyle \nabla ^{2}{\vec {A}}=-\mu {\vec {J}}=-{\frac {1}{\varepsilon _{0}c^{2}}}{\vec {J}}}
sostituendo J
{\displaystyle \nabla ^{2}{\vec {A}}=\lambda ^{2}{\vec {A}}}
con λ tale che
{\displaystyle \lambda ^{2}=\rho {\frac {q}{\varepsilon _{0}mc^{2}}}}
dove q e m sono rispettivamente la carica e la massa dell'elettrone.
L'equazione differenziale data sopra, se consideriamo una sola dimensione radiale, ha come soluzione
{\displaystyle |{\vec {A}}|=e^{-\lambda r}}
Scartiamo la soluzione con +λ in quanto il campo non può crescere. Possiamo dunque vedere che il campo penetra all'interno del conduttore solo per circa 1/λ lunghezze, nell'ordine dei nanometri per la maggior parte dei materiali.